# ひよっこ (テレビドラマ)
『ひよっこ』は、2017年度前期放送のNHK「連続テレビ小説」第96作で、2017年4月3日から9月30日まで放送されたテレビドラマ。
スペシャルドラマ『ひよっこ2』が、2019年3月25日 - 28日19時30分 - 20時に4夜連続で30分枠ドラマとして合計4回放送された。
2020年1月28日から7月2日までNHK総合にて再放送された。

## 企画・制作
1964年の東京オリンピック前後。茨城県北西部の久那郡にある、福島県にほど近い山あいの村・奥茨城村に育った米農家の長女・谷田部みね子がヒロイン。出稼ぎのために東京へ行った父・実が正月に帰宅しなかったことをきっかけとして集団就職で上京し、下町・向島のトランジスタラジオ工場の寮暮らしで働きながら父を探す。しかし、1年もせずにオリンピック後の不況で工場が倒産。行くあてのないみね子を拾ってくれたのは、かつて父がハヤシライスを食べた赤坂の洋食屋だった。ホール係として働きながら、様々な試練を乗り越えて成長していくみね子の姿を描く。
タイトルは作中のセリフから「ねこ」にする案もあり、最終的に不採用になったが、主人公の名前「みね子」に引用された。
ヒロインは、2013年前期の第88作『あまちゃん』でヒロインの母の少女時代を演じた有村架純が起用された（2016年6月29日に発表）。オーディションを行わずに主演者を決定したのは2014年前期の第90作『花子とアン』で村岡花子を演じた吉高由里子以来となる。また子役を用いず、高校3年生から大人に成長していくヒロインを有村が全編通して演じる。
制作に当たり「ここ数作の朝ドラが実在の人物をモチーフにしたものであったが、本作は力強いヒロインを描いたオリジナル作品（高度成長期を支えた名もなき人たちの物語）を作る」とのコンセプトの下に、有村を最初から直接指名でヒロインにキャスティングしたことを制作統括の菓子浩が公表している。なお、有村以外の若手出演者はオーディションで決定した。
脚本は岡田惠和の書き下ろしによるオリジナルストーリーで、岡田が連続テレビ小説を手がけるのは『ちゅらさん』『おひさま』に続く3作目となる。連続テレビ小説で茨城県が舞台になるのは1974年（昭和49年）度の第14作『鳩子の海』以来の2度目となった。
2016年9月26日に故郷編の出演者を発表、11月2日に茨城県内のロケにてクランクイン。2017年1月30日に東京編の出演者を発表、4月26日にその続報があった。9月4日にクランクアップ。近年の朝ドラ（東京制作）では異例の、9月にずれ込んでのクランクアップとなった。
本作から、BSプレミアムでの再放送の開始時刻が、23時から23時30分と30分繰り下げられた。23時30分開始は2019年度後期『スカーレット』まで続く。
2018年10月に本作の続編として岡田惠和の脚本、有村架純の主演でスペシャルドラマ『ひよっこ2』が製作・放送されることが同局から発表された。放送時間は2019年3月25日 - 28日の4夜連続（19時30分 - 20時）で、30分枠ドラマとして合計4回を放送した。同物語は、放送終了後から2年後ということで、物語も2年後の登場人物たちの姿が描かれた。

### ロケ地
高萩市
奥茨城村の、谷田部宅、上賀口バス停など。

大子町
塙地区のこんにゃく畑 - 村の聖火リレーコース。
諏訪神社広場 - 村の聖火リレーコース。放課後にみね子、時子、三男が語らうシーン。
常陸太田市
地徳橋付近 - みね子の通学路。
里川堤防、旧町屋変電所、町屋町宿通り - 村の聖火リレーコース。
白羽橋 - 村の聖火リレーコース。下校中の澄子が、ばあちゃんと出会う橋。
常陸大宮市
小祝地区、小貫地区 - 奥茨城村のボンネットバスが走るシーン。
松本市
長野県松本深志高等学校 - みね子が通う茨城県立常陸高等学校。
浜松市
浜松オートレース場 - 上野駅。
富士市
小野製紙 - みね子が新卒で就職する向島電機の外観。
大田区
山王小路飲食店街（通称：地獄谷） - 実の目撃情報があった路地。
葛飾区
呑んべ横丁 - 実が引ったくり犯を追いかけた路地。
小田原市
小田原城址公園周辺 - 日本武道館周辺。
八王子市
帝京大学八王子キャンパス9号館 - 慶應義塾大学。

#### ロケ地ギャラリー

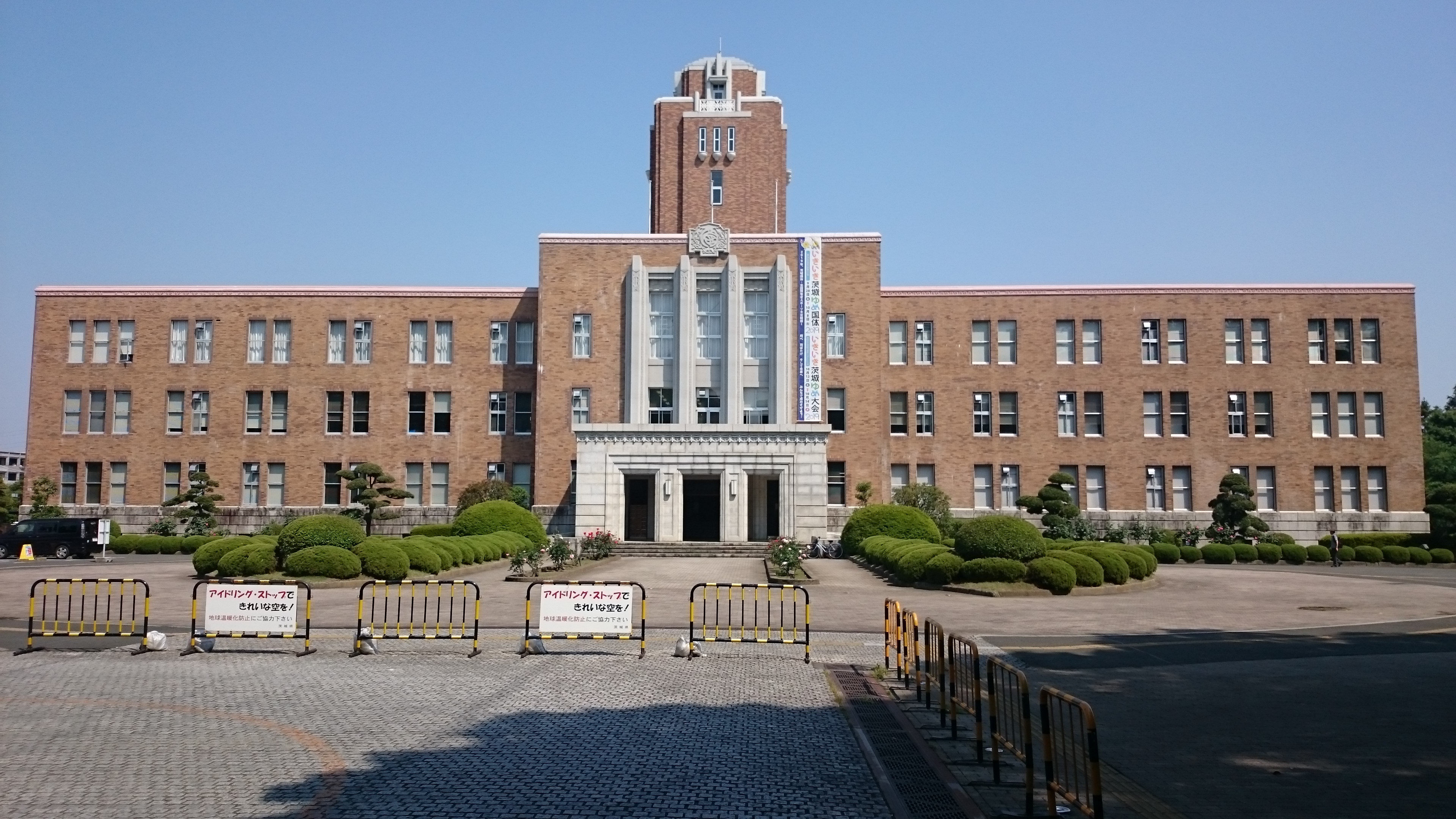
茨城県庁三の丸庁舎（水戸市）NHK放送會館の外観[34]。
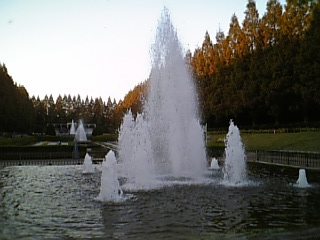
相模原公園（相模原市）みね子、時子、三男が就職後初めて再会する日比谷中央公園[35]。

## あらすじ
NHKが故郷編、東京編と呼称していること、および番組公式ウェブサイトにおいて、ストーリーを第1週-第4週、第5週-第10週と区切っていることに準じる。

### 故郷編（第1週 - 第4週）
東京オリンピックの開幕が迫り、高度経済成長が進む昭和39年。茨城県の山村・奥茨城村に住む高校3年生の谷田部みね子は、地元を愛し、家業の農作業を精力的に手伝いながら青春を謳歌していた。5年前の不作で抱えた農協への借金返済のために父・実は東京へ出稼ぎし、子供たちの運動靴は切れても補修して履き続けるなど、決して裕福ではなかったが、家族仲は円満で、遠く離れて生活する実のことを常に気遣っていた。しかし同年の秋、東京の実へ宛てた手紙は返送されるようになり、彼の失踪が発覚する。
村内のイベントの聖火リレーを終え、東京オリンピックを終えた後も実の消息は判らぬまま日々は過ぎていき、谷田部家はやがて大晦日を迎え父不在のまま年を越す。みね子は父の捜索と家計のために急遽東京の企業への就職を決意し、高校卒業後間もなく2人の幼馴染・助川時子と角谷三男と集団就職列車に乗り込み、更に列車内で出会った青天目澄子も加わり上京する。

### 東京編（第5週 - 第10週）
みね子と時子、澄子、そして上野駅で合流した兼平豊子の4人は向島電機の社員寮に入所。トランジスタラジオの製造ラインに配属されたみね子は、当初失敗の連続で落ち込むが、先輩社員の永井愛子に励まされ、時子と豊子と本音をぶつけ合ったことで打ち解け、更に先輩同僚の秋葉幸子と夏井優子から助言を受け克服する。
就職して初めての休日、実の捜索に協力する警官・綿引正義と共に、実が過ごした飯場を訪れたみね子は、苦労を察して痛感。更に後日、実の目撃情報が舞い込み、父の生存を喜ぶ反面、家族に嫌気が差し失踪したと疑い複雑なみね子だったが、寮仲間の温かさや、会社のコーラス部活動で気持ちが紛れる。初任給を貰ったみね子は、実家へ仕送りし、弟妹に文房具を買って送る。そして実の馴染みの洋食店「すずふり亭」を訪問し、店主・牧野鈴子と料理長・牧野省吾から励まされ、手元の給与で払える料理としてビーフコロッケを食べたみね子は、美味しさに感動し、以後給料日の度に店を訪れるようになる。
季節は流れ7月。みね子は仕事に励み、実のことを考える時間が以前より少なくなってきていた。一方、お盆休みは帰省せずに、仲間らと映画や海へ遊びに行くなど、東京生活を楽しむようになる。しかし同年11月、社の業績不振に伴いみね子らの給与は減額される。更に綿引が急遽東京を離れることとなり、彼への恋心を意識したみね子は複雑な思いに駆られる。12月には向島電機の倒産が発表され、工場も年内閉鎖が決定する。同月20日、豊子の立てこもりの抵抗も虚しく工場は閉鎖し、仲間も徐々に寮を去り、残るはみね子と澄子と愛子だけになる。そんな同月27日の夜、澄子と共に内定していた石鹸工場社長から急遽採用人数削減を告げられ、みね子は澄子に譲り採用を辞退する。翌朝、途方に暮れながらすずふり亭を訪れたみね子は、鈴子に店のホール係への就職を勧誘される。先輩ホール係の朝倉高子の採用面接も合格し、裏手のアパート「あかね荘」への入居手続きを終え、新生活が決まったみね子は大晦日を愛子と2人で過ごす。元旦、愛子からお年玉として乗車券をもらったみね子は、上京以来初めて帰省し、英気を養った後、再び東京に戻る。

### 東京編（第11週 - 第17週）
あかね荘に入居したみね子は、大家の立花富と入居者らの手強い人々に面食らう。すずふり亭での仕事の初日はランチタイムの忙しさで頭の中は真っ白になり、慣れ始めた数日後には皿を割り落ち込むみね子だったが、周囲の人々の理解や励ましで気持ちを切り替え、長く多忙な毎日を乗り越えていく。2ヵ月後には仕事は身につき、4月には、ひょんなことから、あかね荘の住民らと互いの食料を分け合い会食し、彼らと打ち解ける。そして、省吾と鈴子からそれぞれから口止めの上で、家を出たすずふり亭の1人娘・由香に仕送りを届けたことを機に、牧野家の不和を知ることとなる。
すずふり亭を訪れた綿引から、新たな情報として実が引ったくり犯から殴られた後に失踪したことを聞いたみね子は、あかね荘の電話で実家と連絡を取り合うが、立ち聞きした住民の久坂早苗から不幸な事情を隠していたことを叱責される。同じ頃、ビートルズの来日が決定。彼らのファンである叔父・小祝宗男のため、みね子は周囲を巻き込み歯磨き粉購入特典のチケットプレゼントの抽選応募に奮闘するが、結果は落選。しかし居ても立っても居られない宗男は上京し、みね子の元を訪れる。近所の和菓子店「柏木堂」でビートルズの日本武道館公演の警備員に赤飯600個を支給することとなり、近隣の人々と宗男は昼夜を通した手伝いに駆り出される。完成した頃には宗男の妻・滋子もすずふり亭を訪れ、夫婦は日本武道館の周辺でビートルズのコンサートを楽しんだ後、茨城に帰る。
7月17日、すずふり亭で乙女寮の同室仲間との同窓会を開催する。開始早々、女優の川本世津子が現れるハプニングが起きながらも、久々の再会と明るい近況報告で盛り上がる。同窓会終了後、時子が仕事を辞め帰る家が無いことを知ったみね子は、自室にしばらく泊めることにする。そして、あかね荘住民が催す時子の歓迎会において、みね子と住民の島谷純一郎が両思いと判明。後日2人は親交を深めていく。同じ頃、みね子の様子が気になり「すずふり亭」を訪れた愛子は省吾に一目惚れし、店に頻繁に通うようになる。また、高子は三男に連れられ来店した彼の兄・太郎に気に入られ、求婚を受け入れる。みね子と島谷の交際も数ヶ月に渡り順調に続くが、島谷は父親から家業の存続が掛かった縁談を迫られる。島谷から、全てを説明されたうえで、家を見捨て財産が無くなってもみね子を選ぶと告げられたみね子は、貧困を知らない島谷の稚拙な選択や親不孝さを叱責し、2人の恋は終局。その直後、みね子は20歳の誕生日を迎える。

### 東京編（第18週 - 第26週）
あかね荘を去った島谷の部屋に愛子が入居。高子は結婚退職する。4月21日、みね子は客であるテレビ番組スタッフに頼まれ、代役で生CMに出演することとなる。たまたま現場に居合わせた世津子のアドバイスで本番を何とか乗り切ったみね子は、彼女との帰路の中で、父・実のことを打ち明けるが、後日、世津子の自宅マンションへ連れられ、すべての記憶を失い川本宅で暮らす実と再会する。父の現状に大きなショックを受けるみね子だったが、帰宅後、鈴子の助言で動揺を抑えながら事実を手紙に認め母・美代子に送る。上京した母とみね子は、世津子の同意を得て実を連れて帰る。そして母は、父の気持ちを尊重してみね子に託して茨城へ帰り、みね子は父を自分の部屋に受け入れ、父娘での生活を始める。数日後、奥茨城村の田植えの時期になり、みね子から様子を聞き実は帰郷を望むようになる。みね子は急遽休暇を取り、実と奥茨城に帰省。記憶が無くなった実に家族は当初戸惑うが、実であることに変わりはないことを感じ、すぐに打ち解ける。田植え終了後、実は家族のために奥茨城に残り、仕事が気がかりなみね子は足早に東京に戻る。こうして実が奥茨城で自身を取り戻す日々を始め、やがてみね子を仕送りから解放させて自由にさせようと谷田部家が団結した頃、みね子は、あかね荘住民・つぼ田つぼ助コンビが描くマンガの主人公のモデルにされていることを知り驚愕し、島谷と別れた現状を「中だるみ」と評されて落ち込むが、すずふり亭の従業員・前田秀俊に励まされ、前向きに変わっていく。ある日、急用で多忙な店を抜け出すことをためらう鈴子を見たみね子は、助っ人として由香を連れてくる。驚く鈴子や省吾らを横目に、みね子と由香は仕事をこなしランチタイムは無事に終了。みね子から由香が柏木堂で働き始めたと聞いた鈴子と省吾は、後日柏木堂を訪れる。そして失った時間を取り戻す省吾の提案を由香は受け入れ、涙ながらに一家は和解する。
同じ頃、世津子が金銭スキャンダルに巻き込まれたことで、大勢のマスコミ記者に囲まれ家から出られない状況を知ったみね子は、彼女に幸せになってもらいたい思いから秀俊と柏木堂の御曹司・柏木ヤスハルの協力で彼女を救出。世津子はあかね荘の愛子の部屋に身を隠すこととなる。
数日後、時子はミスコンテスト「ツイッギーそっくりコンテスト」に優勝。「和泉真琴」との芸名で芸能界デビューが決まり、あかね荘を去って行く。鈴子から新しい制服のデザイン考案を命じられたみね子は、同じく新メニュー考案を命じられた秀俊と一緒に勉強するうちに両思いになり、やがて結婚を前提に交際を始める。世津子は愛子と意気投合するが、実に関する辛いことも腹を割って話し合うべきと早苗から提案されて、みね子の部屋に移ることとなる。愛子と省吾は、互いに忘れられない人がいながらも恋する気持ちを告白。2人は鈴子と由香の承諾の元、交際を始めることとなる。
高度経済成長期の昭和43年。すずふり亭では新メニュー「スコッチエッグ」が発表され、みね子の制服も新しくなる。ある日、実から見せたいものがあると手紙をもらい帰省したみね子は、谷田部家で花卉農業を始めたことを知らされ、仕送りはもう必要ないことを告げられる。後日、谷田部家が歌番組に出場することとなり、みね子は上京した家族をすずふり亭に招く。そこで秀俊はみね子との結婚を申し出て、谷田部家に快く承諾される。そして記憶が甦ったわけでは無かったが、実は失踪前にすずふり亭に重箱を預けていたことを思い出し、店内は感動に包まれる。
あかね荘は、早苗が長年待ち続けた恋人の迎えを受けて渡米、愛子は省吾と結婚して退去し、澄子と豊子が入居。世津子は女優に復帰し時子とドラマで共演、つぼ田つぼ助コンビは売れっ子漫画家に出世する。
三男は勤務先の一人娘・米子と交際を経て結婚を決める。そしてみね子も、鈴子と省吾の立会いの元で秀俊との婚姻届を記入する。
そんな幸せなエンディングを迎え、みね子はすずふり亭の店先から視聴者に向けて笑顔で礼を述べ、励ましの言葉をかけるのであった。

## 登場人物

### 主人公
谷田部 みね子（やたべ みねこ）→前田 みね子（まえだ みねこ）
演 - 有村架純
主人公。1946年（昭和21年）生まれ。
奥茨城と農業が好きなため、高校卒業後は家業に専念する予定だったが、失踪した父を探すことと困窮する家計を支えるため、1965年（昭和40年）の春に東京の向島電機に就職、同社の「乙女寮」に入居する。同年12月に向島電機倒産が決定後は石鹸工場の内定をもらうも、採用人数削減を受け入れて辞退。その後「すずふり亭」のホール係に採用され翌年1月に就業、同店近所のアパート「あかね荘」へ転居する。
あかね荘の住民である島谷の第一印象はあまり良くなかったが、関わるうちに彼の優しさに気付き好意を寄せ、後に恋人同士になる。だが、島谷に家業の存続が掛かった縁談が要請され、家族と絶縁し貧しくなってもみね子を選ぶ選択をする彼に反対し、関係は終局する。
上京以後、仕事に励みながら、同郷の警官・綿引や、父の知人であるすずふり亭の人々の協力を得ながら父を探す。やがて女優の世津子と知り合った縁で父を見つけ出し、父が帰郷した後は、実家の大人たちの厚意で家計のための仕送りが軽減される。
穏やかな性格で、他者に気を遣うあまりに嘘やお世辞を言うことも多々あるが、逆効果となり後悔することもしばしばある。すずふり亭の従業員の秀俊に励まされたり助言を受けたりしたことで、行動的に変わっていく。やがて秀俊と交際を始め、昭和43年に結婚する。
ひよっこ2、昭和45年の時点で秀俊とともにあかね荘に住んでおり、新婚生活は順調であることが判明。いずれは秀俊との二人の店を持つことが夢だと美代子に明かしている。
劇中では主に父への語りかけとして、有村が随時語りを入れている^[a]。

### 奥茨城村の人々

#### 谷田部家の人々
主に稲作で生計を立てている農家。
谷田部 茂（やたべ しげる）
演 - 古谷一行
みね子の祖父。実・宗男の父。
農業に勤勉で口数は少ないが、みね子の相談に乗るなど家族を優しく見守っている。集団就職で上京するみね子に、本当に困ったときのためと1万円を渡す。
谷田部 実（やたべ みのる）
演 - 沢村一樹
みね子の父。
昭和39年の時点では、5年前の不作で負った農協への借金返済のために、東京・霞が関のビル建築現場で出稼ぎをしている。同年秋に稲刈りのために帰省した後に、東京へ戻ったのを最後に行方不明になる。
昭和39年9月に郵便局で送金しようと外出時にひったくりに遭い、犯人ともみ合った際に頭を棒で殴られ失神。その後、全ての記憶を失い彷徨い歩く中を世津子に保護される。血だらけだったことから自身の正体を知ることに怯えて警察や病院に届け出ず、2年半の間「雨男（あめお）」と呼ばれ川本宅で生活するようになる。
昭和42年に妻・美代子とみね子の迎えに応じて川本宅を出た後は、あかね荘でみね子と数日間過ごし、田植えの時期に奥茨城村の実家に帰宅する。その後、家族会議を開き、みね子を仕送りから解放させるべく、新たな農業の開拓を進めることを提案、全員一致で賛成される。
昭和43年、家族一同で「家族みんなで歌自慢」の出演が終わった後に寄ったすずふり亭で、美代子の手料理を詰めた重箱を預けたままだったのを突然思い出したことで、過去の記憶も蘇らせようとするきっかけを作る。
谷田部 美代子（やたべ みよこ）
演 - 木村佳乃
みね子の母。
昭和39年の時点では、夫の留守宅を守り、家事の傍ら農作業をしている。更に東京のデパートで売る洋服の縫製の内職もし、集団就職するみね子のためにコートを仕立てたり、彼女が上京後もシャツを作り送っている。
実の失踪後は、失踪届の手続き時に警察官の心無い態度に激しく抗議する。また、実の発見時には保護した世津子に感謝しつつ、通報しなかったことへの抗議や父不在でみね子が苦労してきた現状を述べ、激しい怒りをぶつける。
谷田部 ちよ子（やたべ ちよこ）
演 - 宮原和
みね子の妹。
昭和39年の時点で小学生。昭和41年春より中学生。
昭和45年の時点で高校二年生。みね子と同じ高校に通っており、田神先生からは「みね子と違って優秀だ」と言われるなど、成績優秀である。
姉のみね子より7歳下で、昭和28年(1953年)生まれ。
一家のだれもが大学に行くものだと思っていたが、収入が安定せず、働き手の足りない谷田部家のため、高校卒業後は実家から通える勤めにでようと決める。しかし、みね子らの説得と登下校時同じバスに乗り密かに想いを寄せていた先輩に「茨大を目指すのか？先に行って待ってる」と言われたこともあり、考え直した末に茨城大学進学を目指す。
谷田部 進（やたべ すすむ）
演 - 髙橋來
みね子の弟で谷田部家の末っ子長男。
昭和39年の時点で小学生。その時に流行っているCMをよく真似る。
身長が伸びないことを気にする。
小祝 宗男（こいわい むねお）
演 - 峯田和伸
みね子の叔父。実（みのる）の弟。
奥茨城村外に住む小祝家の婿養子になる形で結婚しているが、頻繁に谷田部家を訪れている。
ビルマに出征中、インパール作戦に参戦し、出くわしたイギリス兵が笑顔で見逃し互いに命拾いしたことをきっかけに、イギリスに対して特別な思いを持つ。
モッズ風の様相で、イギリスの国旗を付けたバイクを乗り回し、ナレーターからは「変なおじさん」と評されているが、背中に戦争で負った火傷痕がある。ビートルズのファンで、昭和41年の日本公演の際には「チケットが手に入らなくてもビートルズと同じ空気を吸い雰囲気を味わいたい」と上京。後から駆けつけた妻・滋子と共に日本武道館周辺でコンサートを楽しむ。
兄・実によると、幼少時は兄の背中についていくおとなしい性格だったが、復員後は笑顔で生きることをモットーとする快活な性格に変わった。恐妻家である。
昭和42年、実が提案する新たな農業に対し、米だけではなくポットマムの花卉農業の開拓を提案する。
家族に無断で東京に来たことが過去二回ある。
小祝 滋子（こいわい しげこ）
演 - 山崎静代（南海キャンディーズ）
みね子の叔母。宗男の妻。
宗男によると、帰りが遅いと暴力を振るい、冗談を鼻であしらうなど、表向きは冷めた性格の鬼嫁だが、内心は夫を愛しており、ビートルズをデザインしたお揃いのTシャツを手作りし、家族に内緒でビートルズ来日のために上京した夫の元に駆けつけるなど、しおらしさを持つ。
昭和42年、宗男が思いついた谷田部家の花卉農業に協力し、人脈を開拓して行く。
元気、勇気、丈治の3兄弟を子供に持つ。

#### 助川家の人々
谷田部家から自転車で20分の場所に住む酪農家。
助川 時子（すけがわ ときこ）
演 - 佐久間由衣
みね子の幼馴染で同級生。長身でおしゃれな風貌で、しっかり者の性格だが筆不精。三男からの恋心に気づいているが、そのことに言及することなく幼馴染として接している。
高校卒業後は東京の向島電機に就職。一方女優を目指し、就職間も無く初めてテレビ番組のオーディションを受けるも、緊張でセリフが茨城訛りになり不合格。仕事の傍劇団に通い、演技を学ぶようになる。
向島電機が倒産後は銀座の喫茶店に住み込みで就職するも、時間に厳しいことや寮で大声を出せないことを原因に、程なく退職。その後は劇団の稽古場で寝泊まりする生活を送り、昭和41年すずふり亭での乙女寮同窓会終了後、あかね荘のみね子の部屋に居候する。昭和42年、先述のオーディションが縁で、テレビドラマの端役での出演が決定する。更にその後、時代劇の町娘役のロケに臨む。
その年の夏、女優の夢が成功するまで片思いを続けようとする三男の考えを知り、「ツイッギーそっくりコンテスト」への応募を決意。既に応募締め切りは過ぎていたものの、母・君子が内緒で応募していたために書類審査は合格。コンテスト優勝により彼を振り、芸名「和泉 真琴」（いずみ まこと）で芸能界デビューが決まり、所属事務所が用意した住居に移るためにあかね荘から転居する。
昭和43年には、女優に復帰した世津子とドラマで共演する。
昭和45年の乙女寮同窓会では、来る役が同じことを気にしていた。また、秋にはドラマの共演俳優から訛りが抜けていないことを馬鹿にされ、腹を立て彼を押し、現場を放って茨城に帰る。それがスキャンダルとなり、週刊誌に取り上げられる。
なお、このスキャンダルは時子が東京に帰って謝罪したことで収束した。
助川 君子（すけがわ きみこ）
演 - 羽田美智子
時子の母。美代子とは幼馴染で親友。昔は（美代子と）村一番の美人を争っていたことが自慢。
農作業の手伝いや美代子とのおしゃべり目的に、頻繁に谷田部家を訪れている。
時子の東京行きに当初は反対するが、最終的に女優の夢も含めて認め応援する。
時子が上京後は筆不精でハガキで一言しか書いて送ってこない時子を心配しつつ、みね子の手紙で彼女の近況を確認する。
助川 正二（すけがわ しょうじ）
演 - 遠山俊也
時子の父。影が薄く、君子の尻に敷かれ気味。君子いわく「祭りの盛り上がりの勢いで結婚した」とのこと。
谷田部家とは交流があり、男手が欲しい時期には手伝っている仲。
聖火リレーの様子がテレビニュースで放映されたときには、見切れた形でしか映らず、気にする。
時子が本名ではなく芸名で活動することを謝罪した際、「気にするな」と諭す。
助川 豊作（すけがわ とよさく）
演 - 渋谷謙人
時子の兄。
奥茨城村青年団副団長を務める。文学青年で、高校の頃は作家志望だった。
時子からは陰で「村一番のケチ」と呼ばれる。
昭和41年、太郎とともに上京し、安部米店とすずふり亭を訪れる。
昭和43年には、正二から結婚の心配をされつつ、体調を崩した牛の世話を任されるなど、一人前として認められるようになる。

#### 角谷家の人々
りんご農業を営んでいる。
角谷 三男（すみたに みつお）→安部 三男（あべ みつお）
演 - 泉澤祐希
みね子の幼馴染で同級生。
農家の三男ゆえに外の就職を家族に決められ疎ましく思っている。
高校卒業後、東京の安部米店に就職。店主の安部父娘の不仲の板挟みや、善三には婿養子候補、さおりには恋愛結婚の相手と見なされ困惑する。
時子に思いを寄せる一方で親友として応援し、彼女が夢を叶えるまでは片思いを続けるとの信念を持っている。女優を目指す彼女が初めてのオーディション不合格で落ち込んでいる際には「女優を諦めるなら嫁にする」と宣言し、発破をかける。
昭和42年夏。相変わらず自身への恋心で暴走を続けるさおりに対して、先述の時子への思いを打ち明ける。しかしこの会話が時子に立ち聞きされるとともに奮起され、「ツイッギーそっくりコンテスト」の書類審査合格の報告とコンテスト優勝を宣言される形で振られ、彼女の優勝が決定したことで失恋を受け入れる。
その後さおりのアタックを受け入れ、父娘が和解することを条件に彼女との結婚を決める。
角谷 きよ（すみたに きよ）
演 - 柴田理恵
三男の母。
三男の顔を見るたびに「さっさと手伝え」と急かし、いずれ東京で働く三男にあえて厳しく接している。
実は働き者の愛情深い人柄で、三男が東京へ行く前には「優しくしてやらなかった」と涙を流す。
聖火リレーの様子がテレビニュースで放映されたときには、アナウンサーから「おばあちゃん」と紹介される。
三男が上京後は、美代子と君子の3人で集まり、子供についての気がかりなどを語らうようになる。
昭和42年、嫁となる高子に対して、農家の嫁の大変さや姑として厳しく接する覚悟を伝えた後、彼女の心意気を気に入り、共に酒を交わす。
なお、子供は３人いたが、真ん中（太郎と三男の間）は生後すぐに死亡したため、３人目の子が三男と名付けられた。
角谷 征雄（すみたに まさお）
演 - 朝倉伸二
三男の父。口癖は「早く手伝え」。
三男が聖火リレーを提案したときには応援しており、太郎に発起人の手柄を取られた三男を「それが政治だ」と諭す。
角谷 太郎（すみたに たろう）
演 - 尾上寛之
三男の兄。しっかり者で三男には厳しく接する。
奥茨城村青年団団長を務める。
昭和41年、豊作とともに上京し、安部米店とすずふり亭を訪れる。そこで出会った高子に恋をし、奥茨城に帰った後は彼女の好物のりんごを送り、同封した手紙で求婚。昭和42年に結婚する。宗男に痩せたんじゃないかと心配される。

#### その他の奥茨城村の人々
益子 次郎（ましこ じろう）
演 - 松尾諭
みね子たちが通学に使う北茨城交通のバスの車掌だった。昭和43年奥茨城村の村長選に立候補し、2年後の昭和45年にも再び立候補した。
片根 小太郎（かたね こたろう）
演 - 城戸光晴
みね子たちが通学に使う北茨城交通のバスの運転手。
田神 学（たがみ まなぶ）
演 - 津田寛治
常陸高校の担任。社会科教師。
進路指導も担当しており、みね子の就職先探しに力を尽くす。みね子が帰省した際には、向島電機倒産を知って心配し、谷田部家まで駆けつける。昭和45年時ではちよ子の進路指導も担当する。
藤井（ふじい）
演 ‐ 原扶貴子
常陸高校の化学教師。聖火リレーを企画する三男たちの質問に快く答え協力する。
木脇 あき（きわき あき）
演 - 増田明美（ナレーションと兼任）
常陸高校の体育教師。聖火リレーの指導を行う。
佐川 武寛
演 - 久保晶
奥茨城村の村長。
クラスメイト
演 - 松岡佑実
みね子の高校時代のクラスメイト。

### 東京の人々

#### すずふり亭の人々
赤坂・あかね坂商店街の裏路地に店を構える洋食店。
牧野 鈴子（まきの すずこ）
演 - 宮本信子
すずふり亭の店主。
たまたま帰省前に来店した実の話に心を打たれ、手土産にポークカツサンドを持たせて以来、実とは親しくなり、彼を探して自宅に残した店のマッチを手がかりに訪ねて来た美代子や、同じく彼の捜索と集団就職で上京したみね子にも親切に接する。幼い頃より様々な身分の人が住む赤坂で育ったこともあり、平等な考えを持っており「偉そうにしている人間は嫌い」と思っている。
「仕事をする間は上下関係や男女は関係ない」「仕事は決められた時間だけするもの」など、みね子に仕事とは何かを教えてくれる。
戦後の焼け野原から省吾とともに店を再開し、忙しく働き生活を立て直したが、一方で、嫁の節子を失い孫の由香と不仲になったことを後悔している（「節子を働きづめにし死因を作ったのは自分」と考え、後ろめたさから自身や店を嫌う由香へ密かに仕送りをしており、すずふり亭の人々には周知されている）。
昭和42年、由香が家族に内緒の上で「柏木堂」でアルバイトを始めたことをみね子を通じて知る。後日、省吾と共に柏木堂に来店し、由香と和解する。
昭和45年、腰がだいぶ悪くなっている。しかし、家族で温泉に行ったことが楽しかったため、回復している。
「オーダーの順番を間違えた時には引退する」と言っているが、由香には「腹が立つほど間違えない」と評される。
牧野 省吾（まきの しょうご）
演 - 佐々木蔵之介
すずふり亭の料理長（鈴子の息子）。知り合いの紹介で見合い結婚した妻の節子は、店の仕事と家事育児の忙しさに耐えた末に、由香が10歳の時に病に倒れ死去した。そんな妻の体調に気づけなかった経緯もあり、由香との不和を悩み要求に応じて密かに仕送りをするが、すずふり亭の人々に周知されている。
軍隊や修行時代の大きなレストランでの嫌な体験から「自分の店では上下の良い関係を保つこと」を心掛けている。
昭和42年、由香が家族に内緒の上で「柏木堂」でアルバイトを始めたことをみね子を通じて知る。鈴子と共に柏木堂に来店し家族としてやり直すことを提案し和解する。昭和43年、愛子と再婚する。
朝倉 高子（あさくら たかこ）→角谷 高子（すみたに たかこ）
演 - 佐藤仁美
すずふり亭のホール係。
周囲からは「高（たか）ちゃん」と呼ばれ、ホール係の採用については鈴子から一任されているが、過去に数々の志望者を面接で不合格にしており、「店の看板娘の座を譲りたくないために美人を不採用にしている」と従業員らに憶測されていたが、みね子を快くホール係に採用するともに、採用基準は「一緒に働きたいか否か」であったことを明かす。
嫌なことがあると「トキワ堂薬局」前のイチコに八つ当たりしては謝っている。
昭和41年、三男に連れられ来店した太郎から好意を寄せられる。そして、太郎から頻繁に贈られるりんごに同封された求婚の手紙に対し、食べられていくりんごの絵とともに承諾の返事の手紙を送る。昭和42年、角谷家に嫁入りする形で結婚、すずふり亭を退職する。
昭和45年、高いところにあったお菓子の缶を取ろうとしたところ脚立が彼女の重みで故障する。これにショックを受けたためダイエットを決意し、痩せた。
井川 元治（いがわ げんじ）
演 - やついいちろう（エレキコミック）
すずふり亭のコック。
みね子が向島電機で働いていた頃、月末の給料日に必ず食べに来ることから「月末娘」と呼んでいた。
面倒なことを秀俊に任せてすぐに休憩しようとしたり、終業後は頻繁に飲みに誘った挙句に酒癖の悪さに巻き込むなど、秀俊には迷惑をかけている。
普段はいい加減だが、省吾の軍隊時代の体験談を聞いた時には泣きそうになる。
親の顔を知らずに育ったことを語っている。（実は「戦災孤児」で、鈴子に拾われた。）
みね子の叔父・宗男について、周囲からは「似た者同士」と評されながらも苦手に思っていたが、彼が奥茨城へと帰る日には抱き合って見送る。
昭和42年時点でアパートの近所のラーメン屋の子に恋をしている。
前田 秀俊（まえだ ひでとし）
演 - 磯村勇斗
すずふり亭の見習いコック。周囲から「ヒデ（さん）」と呼ばれている。
静岡県沼津市出身。父親を早くに亡くし、保険の仕事をする母親に代わりきょうだい（姉と妹がいる）で食事を作っていた。あかね荘でみね子が入居した5号室の先住者で、特に純一郎と仲が良い。
みね子がすずふり亭で働く前までは鈴子と省吾から由香への仕送りを渡す係だった。
当初はみね子を「ちゃん」付けで呼ぶが、昭和42年より周囲に合わせて彼女を「みね子」と呼び捨てにするようになる。やがて、みね子に思いを寄せるようになり、佐賀に帰郷した島谷に報告する。
昭和42年、元治と共に新メニューの提案を省吾から命じられ、図書館から様々な料理の本を借りて調べるなど、レシピの開発に取り組む。その一環として休日に行く名店のランチの外食にみね子を誘うようになり、やがて交際を始める。昭和43年には彼女に結婚を提案し同意され、谷田部家や周囲に祝福を受け結婚する。
牧野 由香（まきの ゆか）
演 - 島崎遥香（幼少期：妹尾優里奈）
省吾の一人娘。みね子と時子と同い歳(昭和21年/1946年生まれ)。
みね子がすずふり亭で働き出したばかりの頃は、既に嫁に行くと言って家を出ていた。
鈴子からは「アプレ娘」と評されている。普段は、喫茶店「白猫」に通っている。
幼い頃は店で人気のかわいらしい娘であったが、母の節子が過労で倒れ死去したことを機に店を嫌い、鈴子と省吾を恨むようになる。家を出た後は、鈴子と省吾に頻繁に金の無心をするが、幼馴染のヤスハルからは、「金に困っているわけではなく自身の存在を主張するため」と憶測されている。
みね子と出会った際には、鈴子と省吾への情を見せずに金を受け取ると早々に帰り支度をし狡い手段で喫茶代を払わせるなど悪印象を与えるが、ヤスハルや元治によると「面倒見の良い性格」とのこと。
偶然「白猫」にて島谷が政略結婚の縁談を強いられている様子を見聞きし、慌ててみね子に知らせる。生き方などが、自分の母とみね子がどこか似ていて気になっている。昭和42年時点で画家と事実婚の形で生活し、花屋でアルバイトをしている。
みね子から、現状を子供である旨説教されて実家との和解を考えるが、きっかけを掴めず、「柏木堂」でアルバイト開始。後日、みね子に頼まれて人手が足りないすずふり亭を手伝ったことをきっかけに鈴子と省吾に居場所が発覚し、彼らの迎えを受け入れて和解する。
昭和45年時点では、すずふり亭が忙しい時には店を手伝っている。ただし自分から来るのではなく、みね子から頼まれる。

#### 向島電機の人々
みね子の就職先。向島でアポロン社の下請けとしてトランジスタラジオ「AR-64」の製造工場を営み、工場敷地内に女子社員寮の「乙女寮」を有する。昭和40年の不況を乗り切れず、同年12月に倒産する。
永井 愛子（ながい あいこ）→牧野 愛子（まきの あいこ）
演 - 和久井映見
向島電機の事務員。女子寮「乙女寮」の舎監も務める。プロレス好き。
両親を早くに亡くし、弟妹との生活を支えるために15歳時に向島電機に就職するも、不器用ゆえに怒鳴られたり蹴られたり、怪我をするなど苦労を重ね、15年後に功労が認められて現業から事務職に異動した。同じ工場だった婚約者はニューギニアで戦死している。
欠員募集でみね子の採用に関わったのに名簿記載を忘れたり、同じく集団就職で採用した豊子を置いて帰ろうとするなど、おっちょこちょいな性格。一方、常に前向きで明るく、職場や寮内を盛り上げたり、入社直後で失敗ばかりのみね子を「いつかできるようになるから」と励まし続ける。最後まで乙女寮に残ったみね子と大晦日を一緒に過ごし、年明けにはお年玉を渡し、みね子からは「東京のお姉さん」と呼ばれる。しばしば、みね子に自分へのお世辞を言わせる話を振っている。
向島電機が倒産後は小田原に住む弟家族の家に身を寄せていた。弟家族との関係は良好であったが、居心地の悪さから「仕事が見つかった」と嘘をついて東京に戻る。しかし就職活動は上手くいかず、自信を失い、持ち前の明るさは影を潜め暗い日々を送っていた。ふと、みね子の顔が見たくなりすずふり亭を訪ねるも気まずさから入ることが出来ず、店の周囲をうろついていたため高子からは不審者扱いされていた。みね子と再会を果たした際、偶然現れた省吾に一目惚れをする。その恋心が活力となり以前の性格を取り戻し、その日にすずふり亭付近で仕事を探して一気に就職を決め、以後はランチタイムの度に来店する様になる。昭和42年には島谷が退去したあかね荘の部屋に入居し、昭和43年に省吾との結婚を機にすずふり亭の2階に転居する。
昭和45年、商店街の福引でペアの熱海旅行券を引き当てる。その際、家族旅行にあこがれていたことを明かす。省吾から、いずれは店に入り鈴子の仕事を引き継ぐよう進められるが、仕事一筋で生きてきた鈴子に「もう自分がいなくても大丈夫」と思わせたくないとその話を断っていたが、ひよっこ2最終回では、店の仕事を手伝っている。なお、鈴子に「まだ引退できないねぇ」と言われている。
青天目 澄子（なばため すみこ）
演 - 松本穂香
みね子の同期で乙女寮の同室。実家は福島県の農家だが、父の再婚により居場所を失ったこともあり、中学卒業後に就職した。
集団就職列車内でみね子・時子・三男と出会い、打ち解ける。
食いしん坊でマイペース。眼鏡を掛けている。
おばあちゃん子で福島にいた頃は祖母に懐いており、上京就職間もない頃は恋しさのあまりホームシックになる。仕事の失敗で松下に叱咤され一時は落ち込んだときには夕食の献立を期待しながら独り銭湯へ行き、長風呂して気持ちを切り替える。
時子ファンと公言していたが、植木等ファンだった。
向島電機倒産後は、みね子と共に石鹸工場への就職が内定するも急な採用人数削減でみね子が辞退したため1人で入社する。
昭和41年、すずふり亭での乙女寮同窓会において、子供の居ない経営者の原田夫婦から、実の娘の様に迎えられていることを報告する。昭和42年、実家からの勝手な要望に憤然とするなか、豊子のクイズ番組優勝と特賞のハワイ旅行に一緒に行けることを知り歓喜する。同年秋には、祖母を東京に引き取ろうと決めたことをみね子に語る。昭和43年、豊子と一緒にあかね荘の部屋（2号室）に転居する。
兼平 豊子（かねひら とよこ）
演 - 藤野涼子
みね子の同期で乙女寮の同室。
青森県の中学校時は成績が体育を除いてオール5を取るなど優秀な生徒だったが、家計が苦しいために、働きながら通信制高校で学ぶ進路を選択した。
苦労無く高校へ進学し、仕事で失敗を続けるみね子に対して、当初は棘のある物言いをするが、時子も交え本音をぶつけ合ったことで打ち解ける。好成績に喜ぶ様子などをみね子から「可愛い」と称される。普段は聞き分けの良い性格であるが、向島電機勤務最終日は仲間と離れることを嫌がり、生まれて初めての抵抗として数分間職場に籠城する。
高倉健と丹波哲郎（後にGメン'75の黒木警視正）のファン。
向島電機が倒産後は、食品会社の事務職に転職するとともに、定時制高校へ転校する。
昭和41年、すずふり亭での乙女寮同窓会において、数々の資格を取得し、将来は経営者を目指していることを報告する。昭和42年、17歳の時にクイズ番組「勝ち抜きクイズ3Q」に出場し、3人勝ち抜きの最年少記録を更新。優勝賞金の30万円で実家の借金問題を解決させ、特賞のハワイ旅行に澄子と行くことを宣言する。昭和43年、澄子と一緒にあかね荘の部屋（2号室）に転居する。
秋葉 幸子（あきば さちこ）→高島 幸子（たかしま さちこ）
演 - 小島藤子
みね子の先輩で乙女寮の同室。最年長。山形県出身で仕事の成績は一番。寮長ながらも門限を破って隠れて帰宅し、みね子からは「不良長」と称される。
豊子と同様、家庭の事情で全日制高校への進学を断念し、働きながら通信制高校で学び卒業した。
橋幸夫のファンであることが判明。
コーラス部の最終日には、婚約者の高島からのプロポーズを受け入れる。
向島電機が倒産後は、高島と同じ工場へ転職。昭和41年、すずふり亭での乙女寮同窓会において、高島と入籍したことを報告する。後に二人で調布の団地に住むも、高島の音楽留学によって離れて暮す日々を送る。
昭和45年、高島がお金にならない仕事ばかり引き受けるため、家計が苦しいと不平を漏らす。
夏井 優子（なつい ゆうこ）→仙葉 優子（せんば ゆうこ）
演 - 八木優希
みね子の先輩で乙女寮の同室。秋田県出身で実家は漁業。
仕事は有能だが身体が弱く、度々寝込んでいる。
西郷輝彦のファンであることが判明。
向島電機の倒産が決定し新たな職探しをするも、体調不良による欠勤の多さが原因で上手く行かず、田舎に帰ることを決める。
幸子との結婚について煮えきらない態度を取る高島を叱責し、彼のプロポーズを見届けた後、迎えに来た母とともに東京を去る。
帰郷後は、地元の水産加工工場に就職。体調を心配した社長の計らいで現業から事務職に異動。昭和41年、すずふり亭での乙女寮同窓会において、水産加工会社社長の御曹司からのプロポーズを受け結婚したことを報告する。昭和43年、みね子に妊娠の報告の手紙を送る。
昭和45年に、乙女寮の仲間に「どうしても会いたい」と手紙を送り、同窓会が開催される。「秋桜子（あさこ）」という名前の女の子を出産したことを報告する。
森 和夫（もり かずお）
演 - 陰山泰
乙女寮の料理人。向島電機コーラス部員で、アコーディオンでの伴奏を務める。
毎週金曜日は、やりくりしてカレーライスを提供している。意外と山田五十鈴のファンだった。乙女寮の寮生同様、愛子のことも気にかけている。
向島電機の倒産後、見送られるのを嫌がり何も言わずに乙女寮を去る。
昭和43年の時点では人気カレー店のシェフとして働き、ランチ時にレストランめぐりする秀俊に付き添っていたみね子と再会する。
昭和45年の時点では、カレールーのコマーシャルに出ているため、カレーで成功したことがうかがえる。
松下 明（まつした あきら）
演 - 奥田洋平
トランジスタラジオ工場主任（ライン長）。
普段は穏やかな人柄だが、時折、失敗する女性工員に嫌味を発したり恫喝する。長嶋茂雄のファン。
工員らに涙ながらに倒産の事実を伝え、勤務最終日には職場に籠城した豊子の気持ちを理解し、工場の機器を回収しようと急かす業者らを必死に説得する。
向島電機倒産後は電機修理会社を1人で営む。昭和42年秋にすずふり亭からの依頼を受け、みね子と愛子に再会する。
高島 雄大（たかしま ゆうだい）
演 - 井之脇海
向島電機コーラス部の指導者で、幸子の婚約者。
芝浦の大工場で働きながら音楽家を目指し、貰った給与はすべて音楽活動につぎ込んでいる。
幸子との仲は円満ながらも、乙女心に疎く喧嘩になることもある。
みね子を通じて知り合った綿引とは正反対な性格ながらも、馬が合い親友となる。お金がないので、綿引にはよく屋台のラーメンをたかっている。
優子からの説得を受け、向島電機コーラス部の最終活動を終えた直後に幸子に求婚する。昭和42年秋の時点では、国による若い芸術家たちへの支援でウィーンに2年間学びに行っている。

#### 安部米店の人々
三男の就職先。明治から続く日本橋の老舗米店。
安部 善三（あべ ぜんぞう）
演 - 斉藤暁
安部米店の店主。
娘・さおりとは不仲であるとともに、彼女と2人きりになることを極度に嫌がる。そのために三男を巻き込み困らせている。
昭和41年の夏、店の存続のため、将来は安部家の婿養子としてさおりと結婚させる心算で三男を採用したことを打ち明ける。
昭和45年、商店街の角にできたパン屋の美人の奥さんに惚れ、朝食ではパンを食べるようになっている。
安部 さおり（あべ さおり）→安部 米子（あべ よねこ）
演 - 伊藤沙莉
善三の娘で、店の経理を務めている。
本名は安部米子（あべ よねこ）だが、米屋の娘との理由から父に「米子」と命名されたことが気に入らず、自身が考えた名前「さおり」を通称として使用している。
父との折り合いが悪く、さらに米嫌いでパン好きであることから、将来は家業をパン屋に業態転換しようと目論んでいる。
三男に対して普段は強気な態度を示すが内心では想いを寄せ、彼が休日にみね子や時子と会う際には尾行し偵察している。
昭和41年の夏、親子喧嘩に紛れて三男に思いを告白。以後、三男の意思を無視し太郎や高子に結婚の承諾をもらったり、ファンを装い時子に接近し女優を辞めないよう釘を刺すなど、結婚成約に向けて外堀を埋めるべく暴走するが、昭和42年に三男の時子への片思いを改めて知らされ傷心。後日、店に時子とみね子が訪れたことで、先述の暴走が発覚して時子に憤慨されたのに対して、三男を弄ぶ時子の態度を指摘するともに嫉妬心を露わにする。しかし互いに落ち着き、時子が三男を振ったことで和解する。
三男との結婚が決まった昭和43年の時点には、彼から「米子」と呼ばれている。
昭和45年、時子のスキャンダルを心配した三男に怒りを覚え、「実家に帰らせていただきます」の置手紙を残して三男の実家の角谷家に帰省。

#### 福翠楼の人々
すずふり亭の隣に構える中華料理店。
福田 五郎（ふくだ ごろう）
演 - 光石研
福翠楼の店主。
すずふり亭の人々と親しく、休憩がてら談笑している。
妻・安江の尻に敷かれている恐妻家。
福田 安江（ふくだ やすえ）
演 - 生田智子
五郎の妻。福翠楼の女将。
気が強く、仕事中にサボる五郎の尻を叩いている。すずふり亭の女性陣と共にあんみつを食べに行ったり、銭湯に行くなど、親しい間柄。
福田 茜（ふくだ あかね）
演 - 上杉美風
福田夫妻が養子にした少女。
来た当初は緊張して無言だったが、同じく養子のヤスハルとすぐに打ち解け、広場のアイドルとなる。

#### 柏木堂の人々
あんみつが看板メニューの和菓子の老舗。赤飯も手がけている。
柏木 一郎（かしわぎ いちろう）
演 - 三宅裕司
「柏木堂」の店主。鈴子とは昔馴染み。
話好きで陽気な性格。あんみつを食べに来たみね子らの会話に加わろうとしては追い払われている。
柏木 ヤスハル（かしわぎ やすはる）
演 - 古舘佑太郎
一郎の一人息子。由香とは幼馴染で彼女に想いを寄せるが、由香からはすずふり亭の近況を教えてくれる協力者としか思われていない。
子供に恵まれない柏木夫妻の養子になった過去を持つが、もともと親戚だった一郎とは気が置けない間柄。また、一郎に対してぶっきらぼうな態度を取ることが多いが、内心は尊敬している。
和菓子屋の息子ながらも餡子が苦手（あんみつの代わりに心太を食べている）。
普段は無愛想な態度だが、客があんみつの味を「美味い」と言った時には笑顔を見せる。
夜中にアコースティックギターの弾き語りの練習をしている。当初は腕はイマイチで早苗からは「ヘタクソ」と言われるが、昭和42年頃には鈴子と省吾が聞き惚れるほどに上達する。
昭和42年。みね子に頼まれて世津子をマスコミの取材攻勢から逃がすためかき氷の屋台を準備し、世津子の住むマンション前で無料配付をした。
昭和45年、フォーク歌手を目指しコンクールに出場したものの落選した。

#### あかね荘の人々
すずふり亭の裏手に建つ、2階建てアパート。
立花 富（たちばな とみ）
演 - 白石加代子（若年期：藤間爽子）
あかね荘の大家。
昔は美人で、赤坂の売れっ子芸者だった。芸者時代の恋人・松永から贈られた「あかね荘」を守っている。
おしゃべりな性格で美味しい物に目がなく、食べ物目的であかね荘の住民の実家に電話をかけ、聞き出した私事を他のあかね荘の住民に漏洩している。
松永の訃報を知った翌日、告別式会場の池上本門寺へ出かけ、彼を密かに見送る。また、松永の死去からは心機一転し、和装をあらため洋服を着るようになる。
島谷 純一郎（しまたに じゅんいちろう）
演 - 竹内涼真
あかね荘(6号室)の住民。佐賀県鳥栖市出身。地元で代々製薬業を営む大企業「島谷製薬」社長の長男で慶応ボーイ（経済学部）。御曹司という身上故に様々な偏見を持たれて敬遠される寂しさを持ち、裕福な境遇に有る自身を恥じている。勉強熱心かつ理詰めで物事を話す。高所恐怖症である。
みね子とは、昭和40年の年末にすずふり亭へ向かう道すがらに小銭を落とし困っている彼女を助けたことで出会うが、初対面ながらも小銭の探し方や道の真中で堂々と財布を開ける行為を説教し、彼女にとっては悪印象となる。その他、あかね荘で大きな音をたてることを注意するなど穏やかながらも厳しい言葉をかけるが、漫画が好評とつぼ田つぼ助コンビに誤解を与えたと後悔するみね子を励ますなどの優しさを見せる。みね子と接するうちに彼女に恋をするようになり、あかね荘住民の時子の歓迎会において両思いであることが判明し、交際を始める。しかし、父から経営存続が掛かった政略結婚を懇願され、思い悩むようになる。
昭和41年冬に卒論制作終了後、全てを捨ててみね子を選ぶ覚悟を決めるが、みね子からは稚拙で親不孝と断られ関係は終局。その後、あかね荘を退去する。
昭和42年の時点で、家業を継ぎ、（左手薬指にはめられた指輪から）結婚していることが示唆されている。
昭和45年、島谷製薬の社長に就任している。テレビのインタビューでは、「成功の原点は大学時代のアパートで色々な人に出会ったこと」と話している。
久坂 早苗（くさか さなえ）
演 - シシド・カフカ
あかね荘(1号室)の住民で、有楽町のオフィスレディ。岩手県一関市出身で、兄が2人と弟が1人いる。18歳で上京して就職と共にあかね荘へ入居。
気が強く不満をすぐ口にする性格が原因で、過去に受けた見合いは38回破談。女子校時代には、気に入らない男性教諭を説教し泣かせたことがある。
少しの音にも神経質で、夜の戸外から聞こえる酔っ払いの騒音や、ヤスハルが深夜の裏手の広場で弾くギターの音などに怒鳴ることもしばしば。毎朝みね子の部屋から漏れてくる目覚し時計の音がなかなか鳴り止まないため、鳴る時間は目覚める体質になる。
おしゃれ好きでもある。
捻くれ者で常に無愛想な様子を見せ、住民らに毒舌を吐いているが、みね子が父失踪の事情を隠していたことを知った際には、水臭さを怒るとともに彼女の人生を気にかける。また、平日のいつもの時間にみね子の目覚まし時計が鳴らないことで彼女の遅刻を気にかけ、部屋の前まで駆けつけるが、本人は「心配しているわけではない」と述べる。
世津子が愛子の部屋に潜伏直後、みね子と世津子に実のこと等を腹を割って話すべきだと諭すともに、世津子がみね子の部屋に移るよう提案する。
上京した日に訪れた銀座のデパートで初めて乗ったエレベーターにおいて5時間閉じ込められた。その際一緒に閉じ込められた片岡と恋に落ち、直後にアメリカへ発った彼を待ち続けている。昭和43年、突如あかね荘に現れた片岡の迎えを受け、彼と共にサンフランシスコへ旅立つ。その後、片岡と2人で撮った写真を同封したエアメールをみね子に送る。
昭和45年、突如帰国し、「アメリカに行って大して面白くなくても笑うようになった」と変化を告白している。なお、髪型はストレートロングからベリーショートに変わった。
坪内 祐二（つぼうち ゆうじ）
演 - 浅香航大
あかね荘(3号室)の住民で、漫画家志望の青年。
実家は運送業。帰省したきり東京に戻らないことから、あかね荘の人々から漫画家を諦め逃げたと思われていた。みね子があかね荘に入居した年の4月に戻ってくる。
祐二と啓輔の2人でつぼ田つぼ助としてコンビを組む。共に富山県高岡市出身で同郷の漫画家・藤子不二雄に憧れている。デビューを目指し「いつかは そら飛べ！ ロボッ太くん」「がんばれ火星ロボ ジェミ二郎」などのギャグ漫画を描いてきたが、駄作で売れない時期が続く。みね子と島谷が交際を始めると、彼女を主人公のモデルにした少女漫画「恋の初心者（ひよっこ）」を執筆し、実がみね子とあかね荘で暮らし始めた頃には、彼をモデルにした漫画を執筆する。世津子があかね荘に来てから半年後、編集者から提案されて「恋の初心者」の主人公をテコ入れし、未来から来たタヌキ型ロボットを主人公にした作品「ミネッコ」を執筆したところ大ヒットし、売れっ子漫画家になる。
しかし肝心のところでスランプが来てしまい、また売れなくなる。
新田 啓輔（にった けいすけ）
演 - 岡山天音
あかね荘(3号室)の住民で、漫画家志望の青年。
早苗からは「貧乏神」と呼ばれ、ナレーターからは「サボテン」と表現される。「ガーン」など、漫画のような効果音が口癖。上京して5年経つが漫画家として芽が出ない。日々の食事に困るほど生計が成り立たず、母親からは帰郷して地元で就職することを促されている。祐二が東京に戻った4月にコンビが復活する。
漫画家活動は、祐二の前述を参照。

#### その他の東京の人々
綿引 正義（わたひき まさよし）
演 - 竜星涼
茨城県の高萩出身。
赤坂警察署五丁目派出所の警察官（巡査）として勤務するなか、赤坂警察署に実の捜索願を出した美代子を見かけて同郷と知り、捜査の協力を申し出る。以後、担当外ながらも非番時などに実の捜索に当たる。
みね子の上京後は彼女と一緒に実を探したり気にかけたりするが、同じ年の11月、事故の怪我が原因で歩行困難となった父親を介護するため、急遽警視庁を退職し茨城の実家へ帰る。帰郷後もかつての同僚に依頼して捜索を続け、茨城県の谷田部家や上京したみね子に連絡する。
昭和42年に実の発見と帰郷の情報を受けて谷田部家を訪れ、捜索のために預かった実の写真を返すとともに初めて対面する。
竹内 邦子（たけうち くにこ）
演 - 白石美帆
バー「月時計」の店主で省吾の幼なじみ。夫は貨物船の乗組員。
店の常連客は地方出身者が多いために各都道府県の方言を勉強し、みね子に茨城弁を教えて欲しいと頼む。
原田（はらだ）
演 - 諏訪太朗
両国のせっけん工場の社長。
向島電機倒産決定当初は、みね子と澄子の採用に前向きな姿勢を向けるが、後日、不景気の煽りを受けてどちらか1人しか採用できなくなったことを伝える。
イチコ
「すずふり亭」の向かいで営む「トキワ堂薬局」の前に置かれた、インコをモチーフとしたディスプレイ人形。「くすり」と書かれた薬箱を首から下げている。字幕放送では「いち子」とも表記される。
しゃべりかけられたり、頭を叩いたりつつかれたりするほか、後ろに隠れられたりなど、主に女性に絡まれている。
昭和42年には、みね子がデザインした「すずふり亭」の新制服のモデルとなる。
川本 世津子（かわもと せつこ）
演 - 菅野美穂
女優。本名：山本節子。昭和6年、埼玉県の大山田村の農家に誕生するが、5歳時に両親が相次いで他界し、東京で牛乳店を営む叔父叔母夫婦に引き取られた。苦しい家計を助けるために映画撮影所へ牛乳販売に通うなか、映画監督に出演を打診される。子役デビュー作品、更には初主演作品がヒットし、人気女優へと上り詰めた。幼少期に学校に行けなかった事情から、台本等の識字に苦労している。
昭和41年の時点では、縄田製薬の薬「ノドナオール」のポスターモデルを務める。
昭和41年初夏、定休日と知らずにすずふり亭に来店。同行者が、有名人であることを盾に料理を出させようとするのを一喝し、非礼を侘びて帰ろうとするが、居合わせた時子に話しかけられ、励ましの言葉をかける。その際耳にした奥茨城の方言に興味を示し、時子に方言は捨てないようにとアドバイスする。
昭和42年、ディナータイムのすずふり亭に再来店すると共にみね子と再会。後日テレビスタジオで、生CMのリハーサルでNGを起こした出演者のみね子を見かけ、アドバイスをする。その帰路でみね子から彼女の父についての話を聞き、数年前に自宅前で怪我を負いながら雨の中を彷徨っているのを保護して以来、同居する男性・雨男と同一人物と確信、2人を対面させる。後日、美代子に、自身が寂しいあまりに警察や病院に通報しなかったことを謝罪し、彼の身を引き渡す。
数か月後、金銭トラブルによるスキャンダルが取り沙汰されたことでマスコミ記者に囲まれ、仕事を全てキャンセルし自宅に籠城せざるを得なくなるが、出前を装い訪問したみね子の協力で逃亡し、あかね荘の愛子の部屋で身を隠す。その後、早苗からの提案でみね子の部屋で一緒に暮らすことになる。
あかね荘に暮らし始めて半年後、女優活動の復帰を考えるようになる。昭和43年の時点では女優に復帰し、芸能界デビューを果たした時子とドラマで共演する。
昭和45年、フランスの映画監督から直々にオファーされ、フランス映画に出演している。しかし本人は嫌なようで、「梅干しとふりかけと海苔をたくさん持って行った」と愛子は言っている。
エッフェル塔が描かれた絵ハガキには、映画の主演のアラン・ドロンにプロポーズされたが、フランスで暮らすことになるので断ったことが書かれている。
マネージャー・谷（たに）
演 - 和泉ちぬ
世津子のマネージャー。
運転手・平田（ひらた）
演 - 渡部雄作
世津子の運転手。
武本
演 - 水田航生
東京中央テレビジョンの生番組「夜のきまぐれショー」のアシスタントプロデューサー。
水原 みちお
演 - 茂木淳一
「夜のきまぐれショー」「家族みんなで歌自慢」の司会。
藤原 小巻
演 - 岡田茜
「夜のきまぐれショー」「家族みんなで歌自慢」の司会。
牧 伸二（まき しんじ）
演 - ウクレレえいじ
「夜のきまぐれショー」の出演者。人気ウクレレ漫談師。
佐藤 昭子
演 - 佐藤遙子
「夜のきまぐれショー」の生コマーシャル出演者。
ビートルズファンの少女
演 - 鈴木アメリ
ビートルズの日本公演のチケットを入手出来ず、すずふり亭の入口に座り込んで号泣するなか、宗男の仲介で島谷からチケットを貰う。後日、偶然再会した島谷にチケットの礼を述べる。
武道館MC
演 - パトリック・ハーラン
声のみの出演。ビートルズ来日公演のMC。
時子が所属する劇団
演 - アマヤドリ
劇中劇の「新進気鋭の演出家」役をアマヤドリ主宰・演出の広田淳一が、同じく刑事役をアマヤドリ所属俳優のワタナベケイスケが演じており、出演者名が特に表示されている。
クイズ番組司会者
演 - 押阪忍
クイズ番組「マート製薬『勝ち抜きクイズ3Q』」の司会者。
小水 勉三
演 - 大水洋介（ラバーガール）
クイズ番組「マート製薬『勝ち抜きクイズ3Q』」の出場者。東京大学工学部生。豊子の決勝となる三人目の対決者となり、「青天目は何と読むか」との問題を「あおてんめ」と誤答して不正解となる。
時代劇監督
演 - 竹若元博
時子がロケに臨んだ時代劇の監督。町娘を演じる時子が高身長なことについて、江戸時代にありえないと怒り帰らせる。
松永 悠馬
演 - 大山真志
若かりし頃の富の恋人。
大きな会社の御曹司で、父に連れられた先で富と出会い、やがて恋に落ちる。富が芸者の身分故に愛人関係にしかなれなかったものの、周囲から美男美女と羨ましがられる仲であり、一緒に日本各地を旅したり、彼女にアパート「あかね荘」を贈った。
昭和42年の夏に死去する。
世津子の叔父
演 - 中野英樹
世津子の父の弟。牛乳店を営み、家計が苦しいながらも、両親を亡くした5歳の世津子を引き取り育てて来た。世津子が女優として得た収入で暮らしは贅沢になるが、ギャンブルに着手し借金も彼女に肩代わりさせる。やがて世津子に金の無心を断られて怒り、彼女を中傷する情報を週刊誌に流す。
世津子の叔母
演 - 宮地雅子
名は「芳江（よしえ）」。叔父と共に5歳の世津子を引き取り育て、ギャンブルに着手し借金も彼女に肩代わりさせ、やがて世津子に金の無心を断られて怒り、彼女を中傷する情報を週刊誌に流す。
編集者
演 - 笠松伴助
祐二と啓輔の編集者。
ひったくり犯
演 - 村上航
谷田部実が郵便局で送金しようと外出した際、ひったくりを行い、もみ合った際に頭を棒で殴り谷田部実を失神させた。

### その他の人々
澄子のばあちゃん
演 - 大方斐紗子
澄子の祖母。
普段は極度に腰を曲げてゆっくりと歩いているが、澄子が骨折して下校時に迎えに来た際、一瞬だけ腰を伸ばし澄子に向かって駆けて来た。
昭和42年、澄子に引き取られ東京で一緒に暮らしていたが、東京での暮らしに馴染めず実家へ帰ったことが明かされた。
夏井 清子
演 ‐ 田村たがめ
優子の母。
向島電機倒産に伴い、再就職先が見つからない優子に帰郷を促す。コーラス部活動最終日に上京し、見学したり一緒に活動を楽しんだ後、優子を連れ秋田に帰る。
優子の夫
演 ‐ 前原瑞樹
秋田にある水産物の加工工場の息子。優子にとって4歳上で初恋の人だった。
島谷 赳夫（しまたに たけお）
演 - 北見敏之
島谷の父で島谷製薬社長。経営の危機に直面し、島谷に武富製薬社長の一人娘の小百合との政略結婚を要請する。
片岡 龍二（かたおか りゅうじ）
演 - 古市コータロー
早苗の恋人。職業はドラマー。エレベーターの中に閉じ込められたことがきっかけとなり恋に落ちたが、その日はアメリカに旅立つ日で一人前になったらきっと迎えに来ると告げる。
昭和43年、久しぶりに早苗を訪ねてあかね荘へ現れ、プロポーズ。彼女を連れてサンフランシスコへと旅立つ。

#### ひよっこ2の登場人物
天下井先輩
演 - 金子大地
ちよ子が密かに想いを寄せている先輩で、登校時同じバスに乗っている。
トラック運転手
演 - 麻生潤也
海老原京介
演 - 片岡信和
司会者
演 - 茂木淳一
CMの声
演 - 高木早苗

## スタッフ
- 作 - 岡田惠和[72]
- 音楽 - 宮川彬良[注 67]
- 演奏 - フェイスミュージック[要出典]
- 主題歌 - 桑田佳祐「若い広場」[注 68]（タイシタレーベル / SPEEDSTAR RECORDS）[73]
- 語り - 増田明美[74][75][a]
- 「ひよっこ1週間/5分でひよっこ」（週間総集編）ナレーター - 近江友里恵（NHKアナウンサー）[76]
- 副音声解説 - 松田佑貴[要出典]
- ポスター制作 - 清水貴栄[77][78][79]
- 漫画指導 - 海老原優[72]
- ダンス指導 / ウォーキング指導 - EBATO[要出典]
- 衣装監修 - 宮本茉莉[72]
- 衣装デザイン - 伊藤佐智子[72]
- 制作統括 - 菓子浩[72]
- プロデューサー - 山本晃久[72]
- 演出 - 黒崎博、田中正、福岡利武、渡辺哲也、川上剛、堀内裕介、松木健祐、板垣麻衣子[72]
- スケジュール - 村田淳志
- 演出補 - 柿田裕左、吉田 望、高田知徳、山口真由美
- 制作 - 服部公一、征矢吉裕、三宮賢治、石井仁朗、覺幸悠太、吉岡万穂

## オープニング
物語の舞台となる1960年代の街の風景をペーパークラフトなどのミニチュアで再現したもので、ミニチュアの製作は田中達也が、映像は森江康太（MORIE Inc.）が担当している。
主人公の実写が映っていないオープニング映像では2012年度後期『純と愛』以来となる。本作のオープニング映像では、看板に過去の朝ドラのタイトルをさりげなく書かれていたり、ミニチュアの中で多くの人物が流れるように歩いているように描かれているが、この歩いている人物はモーションキャプチャーという技法を用いてたったひとりの人間が全て演じており、映像担当の森江が主宰するスタジオのスタッフが担当しているという。
同年7月3日の第14週・第79回からはオープニング映像の一部差し替えが実施され、かき氷器が回るカットや、夜景の場面では夏ならではのCGが用意された。
主題曲「若い広場」は、冒頭の「愛の言葉をリル」を除いて2番の歌詞が使用された。
最終回では通常のオープニングが省かれ、タイトル、テーマ曲、出演者のクレジットをエンディングにした（ただし、タイトルを出した後のオープニング映像は省略）。このような形態は、続編『ひよっこ2』の最終回も同様の例であった。
2019年3月放送の『ひよっこ2』では、新たなミニチュアが用いられた。

## エンディング
日替わりで、ひよこ、鶏、犬の鳴き声の効果音と共に、「昭和とりっぷ」と題し、一般公募で寄せられた1960年代 - 1970年代の写真を紹介する。

## 視聴率
- 初回視聴率は19.5%（ビデオリサーチ調べ、関東地区・世帯・リアルタイム。以下略）。初回視聴率が20%を割り込んだのは2012年度後期『純と愛』以来であり、結果として2013年度前期『あまちゃん』から8作続いた初回視聴率20%超えの記録が途絶えることとなった[88]。NHKの木田幸紀放送局長はこの結果について、前作『べっぴんさん』の終盤視聴率が20%を切ったことが影響していると分析した[89]。
- 先述の木田は「大噴火する直前」と例えて視聴率大台回復を見込んでいた[89]。しかし、視聴率20%を超えた日もあったものの、しばらく週間平均視聴率は20%に届かなかった[90]。中盤となる第13週で週間平均視聴率20.6%を記録し、放送開始から初めて大台超えを達成[91]。第15週は再び20％を切るが[92]、第16週には回復し[93]第94回以降は連日視聴率20%超えするようになった[94]。最終回となる平成29年9月30日の視聴率は21.4%と前々作『とと姉ちゃん』以来1年ぶりの20%超えとなり、期間全体の平均視聴率は20.4%を記録した[95]。

## 作品の評価
ドラマ自体は好評だったものの前半は視聴率が振るわなかったことについて、テレビコラムニストの桧山珠美は「前作『べっぴんさん』の余波」「偉人伝じゃないから」「ヒロインに新鮮味がない」「全員善人」「イケメン不足」などが原因と検証した。
放送ライターの堀江南は、桧山と同様に「べっぴんさん」の視聴者離れの影響やイケメン俳優不足に加えて、テレビ朝日系列ドラマ「やすらぎの郷」と放送時間が重なりシニア層の視聴者を獲得できなかったと推測するが、作品自体については「脚本、演出、演者による三位一体の良質な作品」と好評した。
作家で五感生活研究所代表の山下柚実は「『昭和の懐かしさ』を徹底して絞りこんだテーマ性」「家族のキャラクター造形と人間関係」「朝ドラの使命として地域性を表現するこだわり」などを高評し、視聴率の後伸びが期待できる旨分析した。
ドラマ評論家の木俣冬は「大河でなくていい、地味でもいい、そこに幸せはある。ということを描いて、多くの支持を獲得したのだ。」「朝ドラの伝統に少し風が吹いた。」などと分析した。

## その他
- 第15回の村のイベントとして聖火リレーをするストーリーは、1964年に茨城県久慈郡里美村において自主聖火リレーが行われた史実をモデルにしている[100][101]。
- 第13週「ビートルズがやってくる」が放送された6月29日（第76回）は、実際に1966年ビートルズが初来日した日であった[102][44]。
- 第116回では、1969年から1980年にかけて放送されたクイズ番組『ベルトクイズQ&Q』（TBSテレビ）をオマージュとした劇中番組「勝ち抜きクイズ3Q」が放送され、本家の3代目司会者を務めた押阪忍が劇中でも司会を務めた[70][71]。
- エキサイトにおいて朝ドラのレビューを連載している木俣冬は、第155 - 156回に登場する劇中番組「家族みんなで歌自慢」について、1966年から1980年にかけて放送された歌番組『家族そろって歌合戦』をモデルにしていると推測している[103]。
- 主題歌「若い広場」の歌詞に、ロバート・ワイズ監督作品の映画『サウンド・オブ・ミュージック』が登場するが、第45回において同じくロバート・ワイズが監督した映画『ウエスト・サイド物語』を見に行く場面が登場する[104]。
- 本作開始時より、前座番組『NHKニュースおはよう日本・関東甲信越』のエンディングで平日のみキャスター陣が朝ドラの宣伝を本格的に行うようになった[105][106][注 71][注 72]（土曜は関東周辺の中継映像で終わるため原則実施しない[注 73]）。
- 2022年度下期の連続テレビ小説第107作『舞いあがれ!』に、本作の主人公たちが向島電機の工員として製作していたトランジスタラジオ「アポロンAR-64」が登場する場面が描かれた[107]。

### 劇中挿入歌
劇中において、主人公のみね子や周囲の登場人物が歌唱した楽曲。
- 高校三年生
- 庭の千草[108]
- 東京ドドンパ娘
- いつでも夢を
- あゝ上野駅[109]
- ひょっこりひょうたん島
- 幸せなら手をたたこう
- 手のひらを太陽に[110]
- トロイカ[110]
- 恋はやさし野辺の花よ[110]
- 椰子の実[110]
- 夏の思い出[110]
- 見上げてごらん夜の星を[110]
- 恋のバカンス[108]
- 修学旅行[108]
- 下町の太陽[108]

- 恋は紅いバラ[109]
- コロッケの唄
- アンコ椿は恋の花
- ラブユー東京[109]
- 君といつまでも[109]
- 夜明けのうた[108]
- 愛して愛して愛しちゃったのよ[108]
- 僕等はみんな恋人さ[108]
- おはなはん[108]
- こまっちゃうナ[108]
- やんなっちゃった節
- ハウス「印度カレー」CM曲
- 森永「エールチョコレート」CM曲
- バラが咲いた
- この広い野原いっぱい
- 空に星があるように

- 君に会いたい[109]
- シーサイド・バウンド[109]
- 恋のハレルヤ[109]
- 小指の想い出
- ゴンドラの唄
- 真赤な太陽
- 恋の季節
- 星のフラメンコ
- いとしのマックス 〜マックス・ア・ゴー・ゴー〜
- 三百六十五歩のマーチ
- 銀色の道
- 涙くんさよなら

BGMとしてたびたび流れる楽曲。
- 恋のうた[注 74]

## 放送日程
| 週                                                                  | 回        | 放送日            | サブタイトル                 | 演出              | 週平均視聴率 |
| ------------------------------------------------------------------- | --------- | ----------------- | ---------------------------- | ----------------- | ------------ |
| 1                                                                   | 01 - 06   | 4月03日 - 4月08日 | お父ちゃんが帰ってくる！     | 黒崎博            | 19.4%        |
| 2                                                                   | 07 - 012  | 4月10日 - 4月15日 | 泣くのはいやだ、笑っちゃおう | 黒崎博            | 19.2%        |
| 3                                                                   | 013 - 018 | 4月17日 - 4月22日 | 明日に向かって走れ！         | 福岡利武          | 19.3%        |
| 4                                                                   | 019 - 024 | 4月24日 - 4月29日 | 旅立ちのとき                 | 黒崎博            | 19.1%        |
| 5                                                                   | 025 - 030 | 5月01日 - 5月06日 | 乙女たち、ご安全に！         | 田中正            | 18.2%        |
| 6                                                                   | 031 - 036 | 5月08日 - 5月13日 | 響け若人のうた               | 田中正            | 19.6%        |
| 7                                                                   | 037 - 042 | 5月15日 - 5月20日 | 椰子の実たちの夢             | 福岡利武          | 19.8%        |
| 8                                                                   | 043 - 048 | 5月22日 - 5月27日 | 夏の思い出はメロン色         | 渡辺哲也          | 19.3%        |
| 9                                                                   | 049 - 054 | 5月29日 - 6月03日 | 小さな星の、小さな光         | 田中正            | 19.1%        |
| 10                                                                  | 055 - 060 | 6月05日 - 6月10日 | 谷田部みね子ワン、入ります   | 黒崎博            | 19.2%        |
| 11                                                                  | 061 - 066 | 6月12日 - 6月17日 | あかね荘にようこそ！         | 福岡利武          | 19.6%        |
| 12                                                                  | 067 - 072 | 6月19日 - 6月24日 | 内緒話と、春の風             | 渡辺哲也          | 19.8%        |
| 13                                                                  | 073 - 078 | 6月26日 - 7月01日 | ビートルズがやって来る       | 田中正            | 20.6%        |
| 14                                                                  | 079 - 084 | 7月03日 - 7月08日 | 俺は笑って生きてっとう！     | 川上剛            | 20.4%        |
| 15                                                                  | 085 - 090 | 7月10日 - 7月15日 | 恋、しちゃったのよ           | 渡辺哲也          | 19.9%        |
| 16                                                                  | 091 - 096 | 7月17日 - 7月22日 | アイアイ傘とノック           | 堀内裕介          | 20.5%        |
| 17                                                                  | 097 - 102 | 7月24日 - 7月29日 | 運命のひと                   | 黒崎博            | 21.1%        |
| 18                                                                  | 103 - 108 | 7月31日 - 8月05日 | 大丈夫、きっと               | 田中正            | 22.4%        |
| 19                                                                  | 109 - 114 | 8月07日 - 8月12日 | ただいま。おかえり。         | 黒崎博            | 22.4%        |
| 20                                                                  | 115 - 120 | 8月14日 - 8月19日 | さて、問題です               | 松木健祐          | 20.9%        |
| 21                                                                  | 121 - 126 | 8月21日 - 8月26日 | ミニスカートの風が吹く       | 川上剛            | 21.4%        |
| 22                                                                  | 127 - 132 | 8月28日 - 9月02日 | ツイッギーを探せ！           | 渡辺哲也          | 22.0%        |
| 23                                                                  | 133 - 138 | 9月04日 - 9月09日 | 乙女たちに花束を             | 堀内裕介 松木健祐 | 21.8%        |
| 24                                                                  | 139 - 144 | 9月11日 - 9月16日 | 真っ赤なハートを君に         | 田中正 板垣麻衣子 | 21.7%        |
| 25                                                                  | 145 - 150 | 9月18日 - 9月23日 | 大好き                       | 福岡利武          | 22.1%        |
| 26                                                                  | 151 - 156 | 9月25日 - 9月30日 | グッバイ、ナミダクン         | 黒崎博            | 23.0%        |
| 期間視聴率20.4%（ビデオリサーチ調べ、関東地区・世帯・リアルタイム） |           |                   |                              |                   |              |

### 放送日程変更
緊急地震速報や大雨の災害による変更は発生しなかった。
- 6月23日（総合・第71回再放送） - 平成29年沖縄全戦没者追悼式中継の延長のため、3分遅延（12時48分 - 13時3分）。
- 8月29日・30日（総合・第128回本放送・同再放送・第129回本放送） - 29日5時58分頃に北朝鮮がミサイルを発射したことに伴うJアラート発令にともなう緊急ニュース（6時3分 - 10時20分）のため、総合のみ時間を以下の通り変更。連続テレビ小説の総合での本放送が休止となったのは年末年始を除けば、2016年11月22日の『べっぴんさん』（福島県沖地震関連ニュースに伴うもの）以来約9か月ぶり。
  - 第128回本放送：29日12時45分 - 13時（4時間45分遅れ、本来の再放送を本放送扱いに変更）
  - 第128回再放送：30日8時 - 8時15分（19時間15分遅れ、本来の翌日の本放送の時間帯に放送）
  - 第129回本放送：30日8時15分 - 8時30分（15分遅れ）
- 9月15日・16日（総合・第143回本放送・同再放送・第144回本放送） -北朝鮮のミサイル発射に伴うJアラート発令にともなう緊急ニュース（7時1分 - 10時15分）のため、総合のみ時間を以下の通り臨時枠移動。
  - 第143回本放送：15日12時45分 - 13時（4時間45分遅れ、本来の再放送を本放送扱いに変更）
  - 第143回再放送：16日8時 - 8時15分（19時間15分遅れ、本来の翌日の本放送の時間帯に放送）
  - 第144回本放送：16日8時15分 - 8時30分（15分遅れ）
- 9月28日（総合・第154回再放送）- 国会中継（第194回国会・衆議院本会議・衆議院解散、特設ニュース扱いで13時まで延伸（40分拡大、全国枠は12時55分まで）となった『正午のニュース』に内包）のため、15分繰り下げ（13時 - 13時15分）[139]。

## 関連番組および総集編

### 関連番組
- 土曜スタジオパークin茨城「ひよっこ」特集（総合、2017年4月15日） - 有村架純、沢村一樹、木村佳乃をゲストに迎えて常陸大宮市から公開生放送された[140]。
- 茨城スペシャル
  - 「茨城スペシャル・ようこそ！ひよっこの里・いばらきへ！」（2017年3月31日、NHK水戸放送局〈茨城県向けローカル放送〉 / 4月22日（21日深夜）、ミッドナイトチャンネル枠にて全国放送。いずれも総合） - 茨城県内でのロケの模様を紹介し、ロケを支える県民たちの奮闘を描いた。有村がMCを担当。
  - 「茨城スペシャル 「ひよっこ」の舞台 茨城“県北”」（2017年7月7日、NHK水戸放送局〈茨城県向けローカル放送〉 / 総合） - ドラマでバスの車掌を演じている松尾諭がゲスト出演。県北を訪ね、とっておきの撮影秘話を紹介。※『あさイチ』の放送素材を使用。
  - 「茨城スペシャル 私たちが見つけた“昭和”〜あの頃のひよっこたち〜」（2017年8月18日、NHK水戸放送局〈茨城県向けローカル放送〉 / 9月15日（14日深夜）、ミッドナイトチャンネル枠にて全国放送。いずれも総合） - 小島藤子・松本穂香が若者目線で“リアルな昭和”を体感し、今を生きるヒントを探る。
- まだ間に合う！ひよっこ（総合、2017年5月4日）
- SONGSスペシャル（総合、2017年8月24日） - ゲストの桑田佳祐が、乙女寮メンバー（有村架純・佐久間由衣・小島藤子・藤野涼子・松本穂香・八木優希）と共演。楽屋トークでは有村と乙女寮メンバーが桑田の楽屋を訪問し、ライブでは桑田と乙女寮メンバーで「若い広場」を合唱。ドラマナレーションの増田明美が、ナレーションを担当した。
- うたコン（総合、2017年8月29日） - ゲストの桑田佳祐がすずふり亭とあかね荘前で新曲を歌った。
  - 番組の大トリを務め乙女寮セットの前でドラマ主題歌「若い広場」を歌い、バックバンドの横には薬局前に立っているイチコもいた。
- 富山発ラジオ深夜便（ラジオ第一・NHK-FM、2017年9月29日） - 柴田理恵のインタビューを放送。
- 第68回NHK紅白歌合戦（総合、2017年12月31日）
  - 桑田佳祐が「若い広場」を歌唱。また、特別企画「ひよっこ 紅白特別編」も制作され、桑田が浜口庫之助役で出演し、出演者とともに「涙くんさよなら」を歌唱した[141]。

### 総集編
- 総集編・前編（総合、2017年7月8日）
- 総集編・後編（総合、2017年10月9日）
- 「ひよっこ一週間一挙放送・ひよっこダイジェスト入ります!!」（総合、8月5・6日未明〈4・5日深夜〉 ミッドナイトチャンネル枠）
  - 「ひよっこ一週間」の第17週までの放送分を一挙放送、番組冒頭1分間に有村による挨拶を生放送

## 関連商品
- オリジナルフレーム切手「連続テレビ小説 ひよっこ」（2017年4月17日より、一部の簡易郵便局を除く茨城県内の計465郵便局で発売）[142]
- 主人公・みね子をモチーフにしたオリジナルキャラクター「みねっこ」グッズ各種[143]
- 「ひよっこのマーチ」の楽譜
- 合唱指導の一人である大竹くみ編曲の、乙女寮コーラス版楽譜6種[110]

### 書籍
ドラマガイド
- 連続テレビ小説 ひよっこ Part1（NHKドラマ・ガイド）（NHK出版、2017年3月25日）ISBN 978-4149235790
- 連続テレビ小説 ひよっこ Part2（NHKドラマ・ガイド）（NHK出版、2017年7月31日）ISBN 978-4149235806

ノベライズ（国井桂による）
- NHK連続テレビ小説 ひよっこ 上（NHK出版、2017年3月30日）ISBN 978-4140056868
- NHK連続テレビ小説 ひよっこ 下（NHK出版、2017年9月9日）ISBN 978-4140056875

シナリオブック
- NHK連続テレビ小説「ひよっこ」シナリオブック〈上〉TOKYO NEWS BOOKS（徳間書店、2017年11月21日）ISBN 978-4198645229
- NHK連続テレビ小説「ひよっこ」シナリオブック〈下〉TOKYO NEWS BOOKS（徳間書店、2017年12月13日）ISBN 978-4198645373

ムック
- 連続テレビ小説ひよっこ 1964年の食卓（TJMOOK）（宝島社、2017年4月21日）ISBN 978-4800269959
- 連続テレビ小説ひよっこ ファンブック（洋泉社、2017年8月30日）ISBN 978-4800313010
- ひよっこメモリアルブック（ステラMOOK）（NHKサービスセンター、2017年9月16日）ISBN 978-4871081320

その他
- 1964年の有村架純 NHK連続テレビ小説「ひよっこ」愛蔵版フォトブック（集英社、2017年9月25日、大江麻貴）ISBN 978-4087890099

### 音楽商品
| 連続テレビ小説 ひよっこ オリジナル・サウンドトラック | 連続テレビ小説 ひよっこ オリジナル・サウンドトラック | 連続テレビ小説 ひよっこ オリジナル・サウンドトラック |
| --- | --- | --- |
| 01. ひよっこのマーチ 02. 大好き！ 03. 奥茨城賛歌 04. 不器用なひよこ 05. 刈り入れどき 06. Letter 07. 奥茨城なんだからすがたねえ 08. 家族 〜田舎道〜 09. 拝啓、私は元気です 10. 家族 11. 土の匂い 12. 東京1964 13. 都会の香り | 14. ご説明します 15. 刺さる視線 16. 気づき 17. ようこそ乙女寮へ 18. 家族 〜my dear〜 19. がんばっぺ！みね子 20. 空の向こうのあなたへ 21. 勝負の日 22. 乙女ごころ 23. The World is Mine ! 24. 衝動 25. ひよっこのマーチ 〜宝物〜 26. ひよっこのマーチ 〜夕焼け〜 | 27. 消えない傷 28. 茨城一番ごじゃっぺ伝説 29. 家族 〜雨上がり〜 30. 気まずい沈黙 31. 今日もお天気 32. ベルトコンベア 〜恐ろしき鶏小屋 33. 夢沈む街 34. 不思議の国の実 35. 糧 36. エール 37. 空の向こうのあなたへ 〜Piano solo〜 |
| 2017年6月21日発売（ビクターエンタテインメント） VICL-64804 | | |
| | | |
| 連続テレビ小説「ひよっこ」オリジナル・サウンドトラック2 | | |
| 01. on STAGE! 02. 新しい世界 03. キュイジーヌ 04. 早朝競争曲 05. お閑なら来てね 06. パンに沢庵〜トホホ編〜 07. 凛 08. 祈り 09. 深まる謎 10. 吹きすさぶ風 11. 一日の終わりに 12. 色とりどりの日々 13. portrait               | 14. 弾む恋心 15. 婿入り 16. 裏庭サークル 17. 昼下がりのTea Time 18. 毅然 19. 嘆息 20. 降りしきる雨 21. 奇跡 22. 同じ空の下 23. ひよっこ結婚行進曲 24. 家族〜Blues〜 25. 茨城の男 26. ヒ・ト・メ・ボ・レ                                                         | 27. 青春のひとコマ 28. 奥茨城3バカ高校生 29. パンに沢庵 30. 大いなる愛 31. 恋の正面衝突 32. 糧〜Vocal〜 33. ひよっこサンバ 34. 恋のうた                                                                                         |
| 2017年8月30日発売（ビクターエンタテインメント） VICL-64836 | | |

## 受賞
- 第9回コンフィデンスアワード・ドラマ賞[147][148][149]
  - 作品賞
  - 脚本賞 - 岡田惠和
  - 助演女優賞 - 和久井映見
- 第94回ザテレビジョンドラマアカデミー賞[150]
  - 主演女優賞 - 有村架純
  - ドラマソング賞 - 桑田佳祐「若い広場」
  - 脚本賞 - 岡田惠和
  - ザテレビジョン賞 - ミニチュアオープニング映像 (田中達也、森江康太)
- 2018年橋田賞[151]
  - 橋田賞 - 岡田惠和
  - 橋田賞新人賞 - 有村架純
- 2018年エランドール賞 プロデューサー奨励賞（菓子浩）[152]
- 2017年度「いばらきイメージアップ大賞」
- 東京ドラマアウォード2018
  - 連続ドラマ部門優秀賞
- VFX-JAPANアワード 2018
  - テレビ番組 VFX部門 最優秀賞 - 「連続テレビ小説『ひよっこ』タイトルバック」[153]